# البروتوكول الثاني
البروتوكول الثاني هو بروتوكول لعام 1977 عن تعديل في اتفاقيات جنيف المتعلقة بحماية ضحايا النزاعات المسلحة غير الدولية. تحدد بعض القوانين الدولية التي نسعى جاهدين لتوفير حماية أفضل لضحايا النزاعات المسلحة الداخلية التي تحدث داخل حدود بلد واحد. نطاق هذه القوانين هو أكثر محدودية من بقية اتفاقيات جنيف احتراما لحقوق وواجبات الحكومات الوطنية السيادية.
اعتبارا من 1 يوليو 2025 فقد صدق على البروتوكول 170 دولة إلا الولايات المتحدة وتركيا وإسرائيل وإيران وباكستان والعراق. ومع ذلك فقد وقعت الولايات المتحدة وإيران وباكستان في 12 ديسمبر 1977 مما يدل على وجود نية للعمل من أجل التصديق عليه.[بحاجة لمصدر] وفقا لنداء من اللجنة الدولية للصليب الأحمر في عام 1997 فإن عدد من المقالات الواردة في كل من البروتوكولات تُعرَّف عليها من خلال قواعد القانون الدولي العرفي لصالح جميع الدول سواء كانت أو لم تكن قد صدقت عليه.

## المقدمة
تاريخيا فقد تناول القانون الدولي للمنازعات المسلحة الإعلانات التقليدية للحرب بين الأمم. عندما حُدثت اتفاقيات جنيف في عام 1949 بعد الحرب العالمية الثانية سعى مندوبون لتحديد بعض المعايير الإنسانية الدنيا لأوضاع خصائص الحرب دون أن تكون حرب دولية.
أسفرت هذه المفاوضات في المادة 3 المشتركة من بين المعاهدات الأربعة الأساسية لاتفاقيات جنيف لعام 1949. المادة 3 المشتركة تنطبق على النزاعات المسلحة التي ليست ذات طابع دولي ولكن المضمنة داخل حدود بلد واحد. إنها توفر حماية محدودة للضحايا بما في ذلك:
- الأشخاص الذين لا يشتركون مباشرة في الأعمال العدائية يجب أن يعاملوا معاملة إنسانية بما في ذلك الأشخاص العسكريين الذين لم يعودوا نشطين نتيجة المرض أو الإصابة أو الاعتقال.
- الجرحى والمرضى يجب جمعهم والاعتناء بهم.

قبل عقد 1970 كان الدبلوماسيون يحاولون التفاوض لتوضيح المادة 3 وتوسيع نطاق القانون الدولي ليشمل حقوق إنسانية إضافية في سياق الصراعات الداخلية. أسفرت هذه الجهود في البروتوكول الثاني لاتفاقيات جنيف. النقاش حول هذا البروتوكول يتمحور حول فكرتين متضاربتين:
1. التمييز بين النزاع المسلح الداخلي والدولي الاصطناعي من وجهة نظر الضحية. ينبغي أن تطبق المبادئ الإنسانية بغض النظر عن هوية المقاتلين.
2. لا ينطبق هذا القانون الدولي على مجابهة حالات غير الدولية. سيادة الأمة داخل حدودها يجب ألا يقبل الأحكام الصادرة عن وأوامر من بلدان أخرى.